# Curatella americana
Espèce
Curatella americana est une espèce de plantes dicotylédones de la famille des Dilleniaceae, endémique de la région des Llanos au Venezuela.

## Liste des variétés
Selon Tropicos (6 août 2014) (Attention liste brute contenant possiblement des synonymes) :
- variété Curatella americana var. americana
- variété Curatella americana var. pentagyna Donn. Sm.